# Modin
Modin (grec antic: Μωδεΐμ) va ser una ciutat de Palestina, residència de Mataties, besnet d'Asmoneu i pare de Judes Macabeu i dels seus germans. Judes Macabeu hi va ser enterrat. Aquí Mataties va matar de pròpia mà al jueu que va llegir l'edicte d'Antíoc Epífanes que imposava la religió grega i l'uniformisme après dels seus anys d'ostatge a Roma, religió que havia estat assumida pels dos darrers grans pontífexs jueus, Menelau i el seu germà petit Jàson, i havia fet sacrificis, destruint l'altar jueu. Després de la mort de Jonatan, Simó Macabeu hi va erigir un monument de marbre polit blanc a la tomba de Judes i del seu pare i va construir també set piràmides, una per cada membre de la família. Flavi Josep diu que era una vila propera a Lidda.